# Grafschaft Crécy
Die Herrschaft Crécy, spätere Grafschaft Crécy mit dem Hauptort Crécy-en-Brie (seit der Vereinigung mit La Chapelle-sur-Crécy 1972 Crécy-la-Chapelle) stand bis 1285 unter Vasallität des Grafen von Champagne, war ab dann direkt dem König unterstellt.
Eine erste Festung aus dem 9. oder 10. Jahrhundert wurde von einer Gräfin Isabella in ihre Ehe mit Graf Gui le Rouge von Rochefort († 1108) eingebracht. Durch eine weitere Ehe kam Crécy an Gaucher II. de Châtillon (Haus Châtillon). Gaucher V. von Châtillon trat das Land schließlich an den König ab. Ab 1400 wurde Crécy als Mitgift oder Paragium von Mitgliedern der königlichen Familie eingesetzt. 1762 tauschte Ludwig XV. Crécy mit dem Grafen von Eu gegen das Fürstentum Dombes, von dem es der Herzog von Penthièvre, der letzte Herr von Crécy, 1775 erbte.

## Herren von Crécy
- Adélaide de Crécy († nach 1104), ⚭ 1) Bouchard II., Graf von Corbeil (Rolloniden); ⚭ 2) Gui le Rouge († 1108), Graf von Rochefort (Haus Montlhéry)
  - Gui le Rouge († 1108), Graf von Rochefort, Herr von Crécy
- Hugues de Crécy, deren Sohn († 1147), Seneschall von Frankreich, musste um 1118 auf seinen Besitz verzichten und ging ins Kloster
- Gaucher II. († 1148), Herr von Châtillon, Troissy, Montjay und Crécy,
- Guy II. († 1170/72), Herr von Châtillon, Troissy, Montjay und Crécy, dessen Sohn
- Guy III. († 1191 vor Akkon) Herr von Montjay, dessen Sohn
- Gaucher III. († 1219) Graf von Saint-Pol, Herr von Châtillon, Montjay, Crécy, Pierrefonds etc., dessen Bruder
- Guy IV. († 1226) 1219 als Guy I. Graf von Saint-Pol, Herr von Montjay, Broigny etc., dessen Sohn
- Hugues I. († 1248), Graf von Blois, 1240 Graf von Saint-Pol, 1219 Herr von Châtillon, Troissy, Crécy, Ancre etc.
- Gaucher IV., († 1261) Herr von Châtillon, Crécy, Crèvecœur, Troissy und Marigny
- Gaucher V. (* wohl 1249, † 1329) Graf von Porcéan, Herr von Châtillon, Crécy, Troissy, Marigny, Pontarcy etc. Connétable von Frankreich

Gaucher V. trat Crécy an den König ab.

## Crécy als Mitgift oder Paragium
- Katharina von Medici (* 1519, † 1589), 1562–1589
- Gabrielle d’Estrées (* 1573, † 1599), 1595–1599
- César de Bourbon (* 1594, † 1665) Herzog von Vendôme, Sohn von König Heinrich IV. und Gabrielle d’Estrées

## Grafen von Crécy
- Marie/Madeleine Séguier (* 1618, † 1710), Marquise de Laval, 1641–1710 Tochter von Pierre Séguier (* 1588, † 1672) Herzog von Villemor, Graf von Gien, Kanzler von Frankreich, und Madeleine Fabri (ihre Schwester Charlotte Séguier (* 1622, † 1704) war die Ehefrau Sullys und des Herzogs von Verneuil, ebenfalls ein unehelicher Sohn Heinrichs IV. – die beiden sind die in den Memoiren der Marie de Bourbon, duchesse de Montpensier, genannt Mlle de Montpensier, erwähnten marquise de Laval et madame de Sully); ⚭
  - I César du Cambout (* 1613, † 1641), Marquis de Coislin, Comte de Crécy, Colonel général des Suisses et des Grisons;
  - II Gilles de Laval (* 1621/22, † 1646), Marquis de Laval
- Armand du Cambout, duc de Coislin (* 1635, † 1702), 1663 Pair von Frankreich, Graf von Crécy, 1652 Mitglied der Académie française
  - Pierre du Cambout, duc de Coislin (* 1654, † 1710), 1702 Mitglied der Académie française
- Henri-Charles du Cambout (* 1665, † 1732), Bischof von Metz, Herzog von Coislin, Pair von Frankreich, Graf von Crécy, 1710 Mitglied der Académie française
- Louis Jean Marie de Bourbon, duc de Penthièvre (* 1725, † 1793) Herzog von Penthièvre
- Raoul de Crécy, Comte de Crécy
- Jean de Crécy (* 1855, † 1925), Comte de Crécy, dessen Sohn
- Raoul de Crécy (* 1888, † 1962), Comte de Crécy, dessen Sohn
- Gérard de Crécy, Comte de Crécy, dessen Sohn

Des Weiteren trugen den Titel Comte de Crécy:
- Louis de Verjus (* 1629, † 1709), Comte de Crécy, 1679 Mitglied der Académie française

sowie der in Marcel Prousts Auf der Suche nach der verlorenen Zeit vorkommende:
- Pierre Saylor de Verjus, Comte de Crécy, mit seiner Ehefrau Odette